# Велосипедный обтекатель

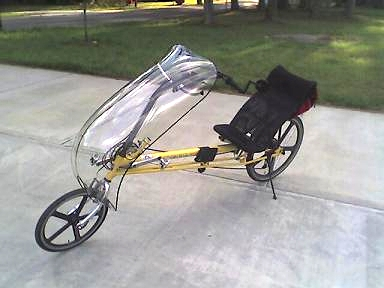
Лежачий велосипед (RANS V2 Formula) с длинной колесной базой и обтекателем со встроенным лобовым стеклом.

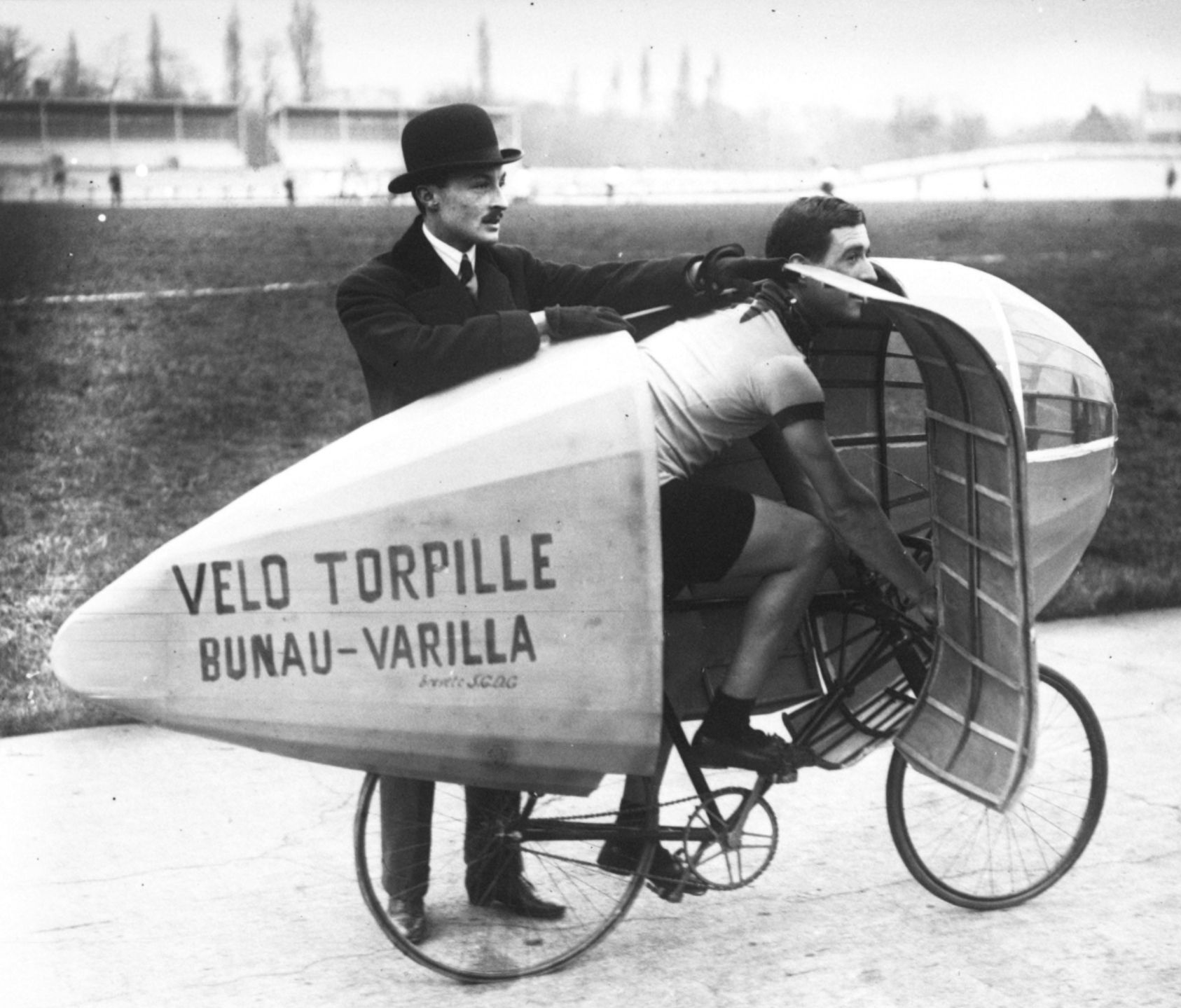
1913

Велосипедный обтекатель (велосипедный чехол) — это обтекаемой формы корпус, частично или полностью накрывающий велосипед и велосипедиста и предназначенный для уменьшения сопротивления воздуха или защиты водителя от непогоды и ветра. обтекатели чаще всего встречаются на лежачих велосипедах и могут быть так называемыми полу- или полностью закрывающими. Велосипедом с обтекателем может быть обычный велосипед, оснащенный дополнительной частью, а веломобили часто оснащены полным обтекателем.
Велосипеды с обтекателем обладают аэродинамическими и комфортными преимуществами, но часто непрактичны для уличного использования.

## Лигерады
Лигерад может оснащаться полностью закрытым или частичными обтекателями. Полностью капотированный лигерад называется стримлайнером. Обтекатели, как правило, делаются съёмными и могут устанавливаться на большинство лигерадов. В заднем обтекателе часто оборудуют небольшой багажник. В качестве типичных материалов для обтекателя используют стеклопластик, алюминиевые сплавы, карбон, кевлар, фанеру или непромокаемую ткань, натянутую на каркас.

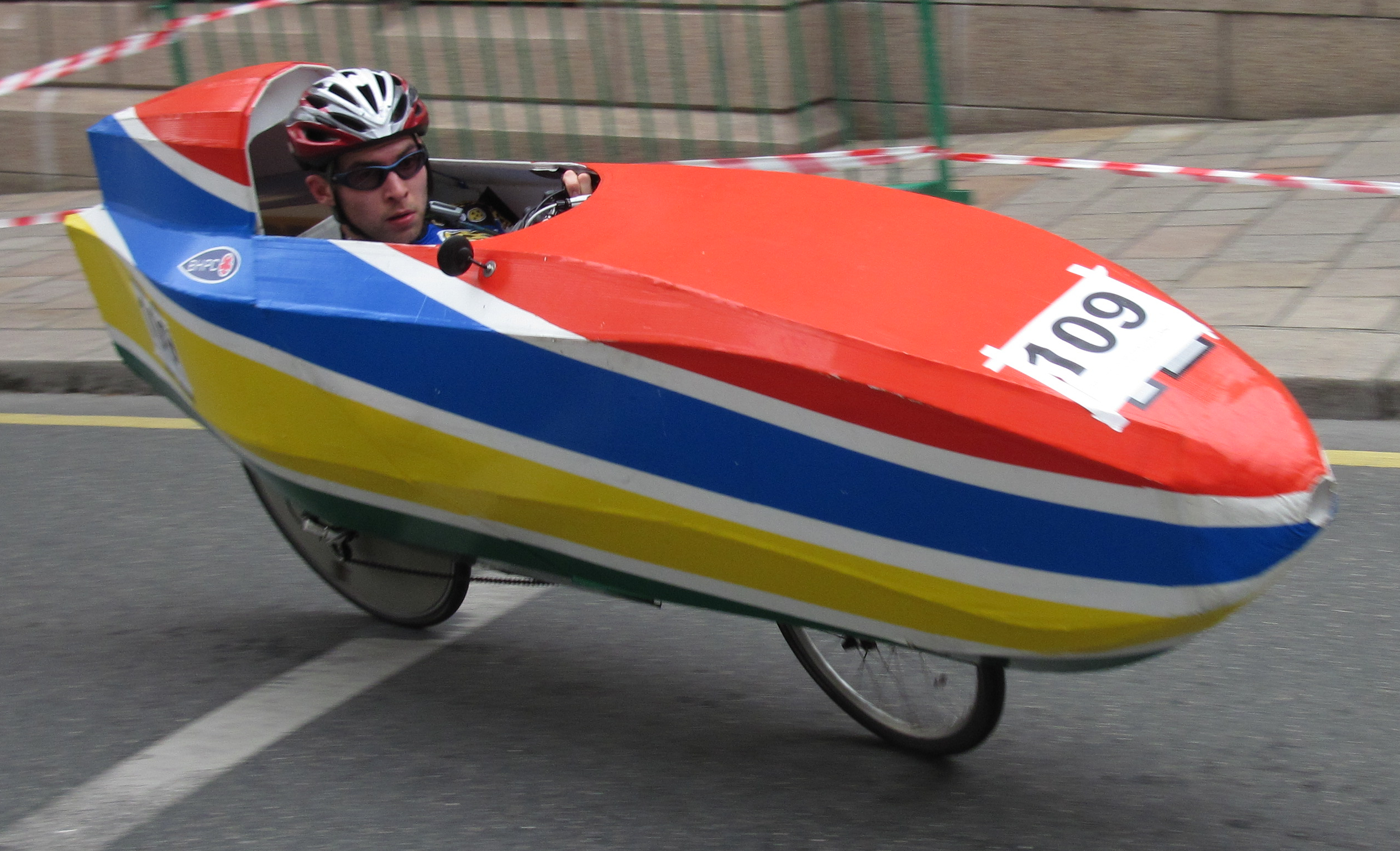
Стримлайнер (полностью капотированный лигерад)
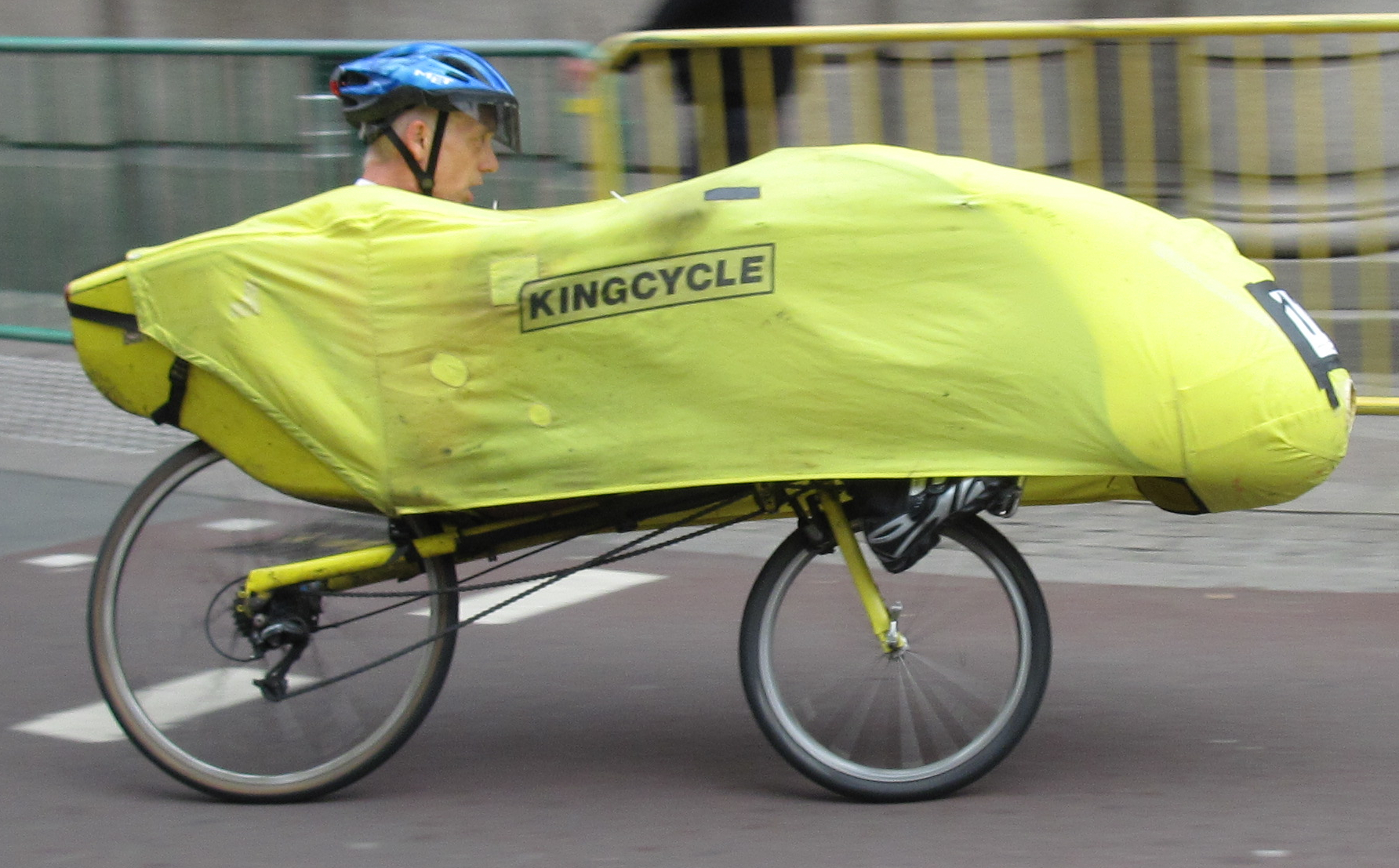
Лежачий велосипед с тканевым обтекателем
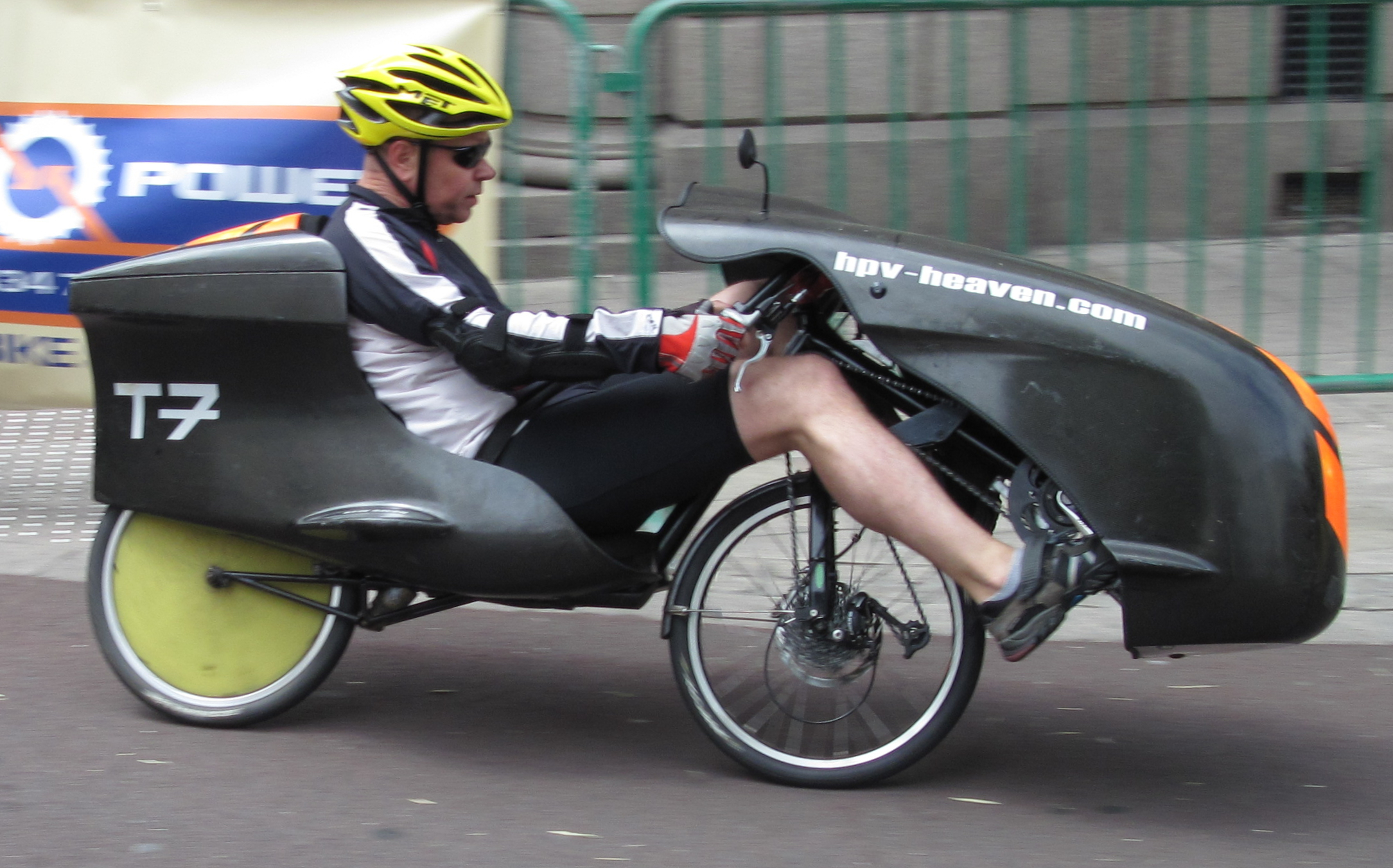
Лежачий велосипед с передним и задним обтекателями
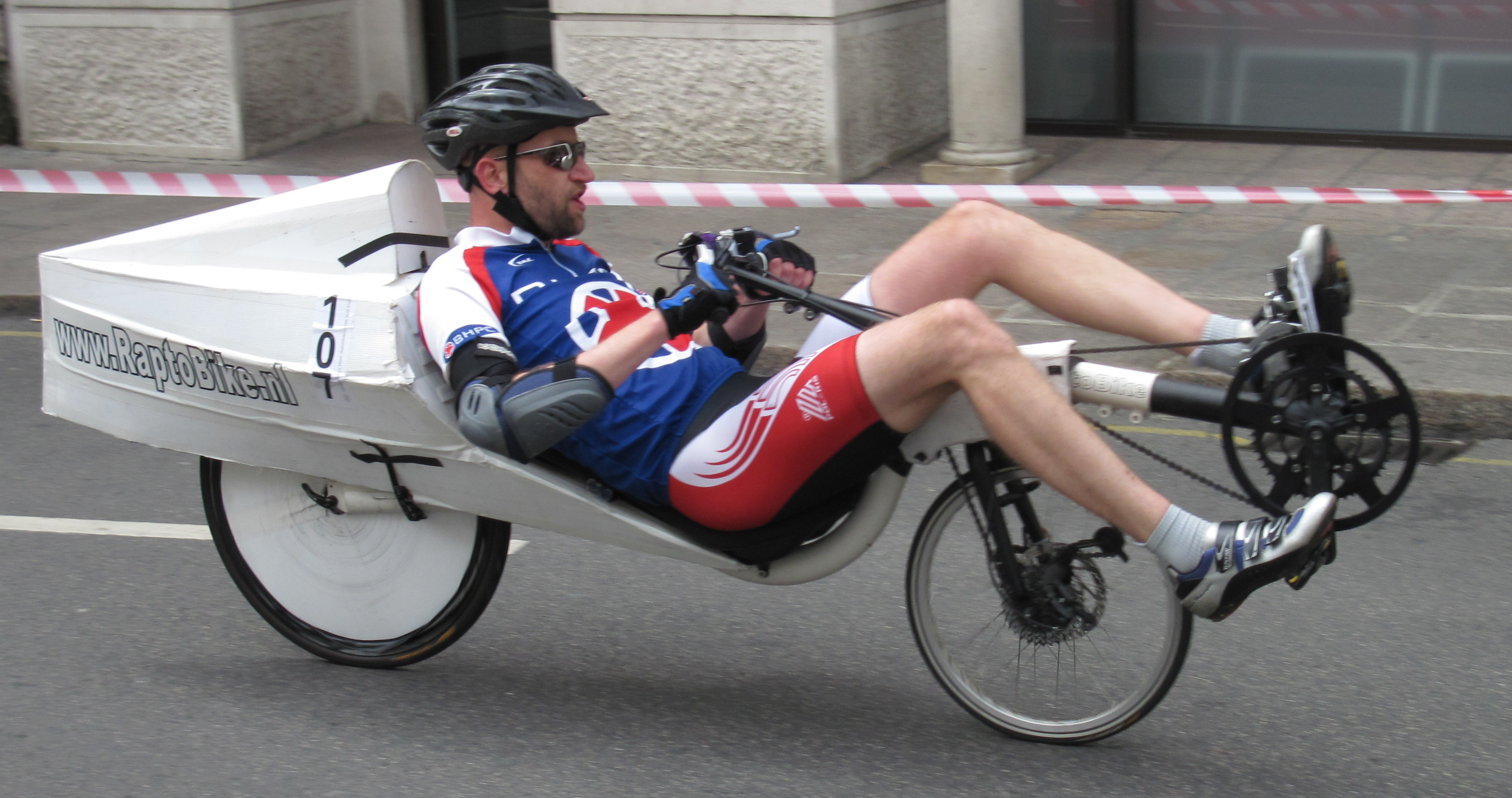
Лежачий велосипед с задним обтекателем

### Аэродинамические преимущества

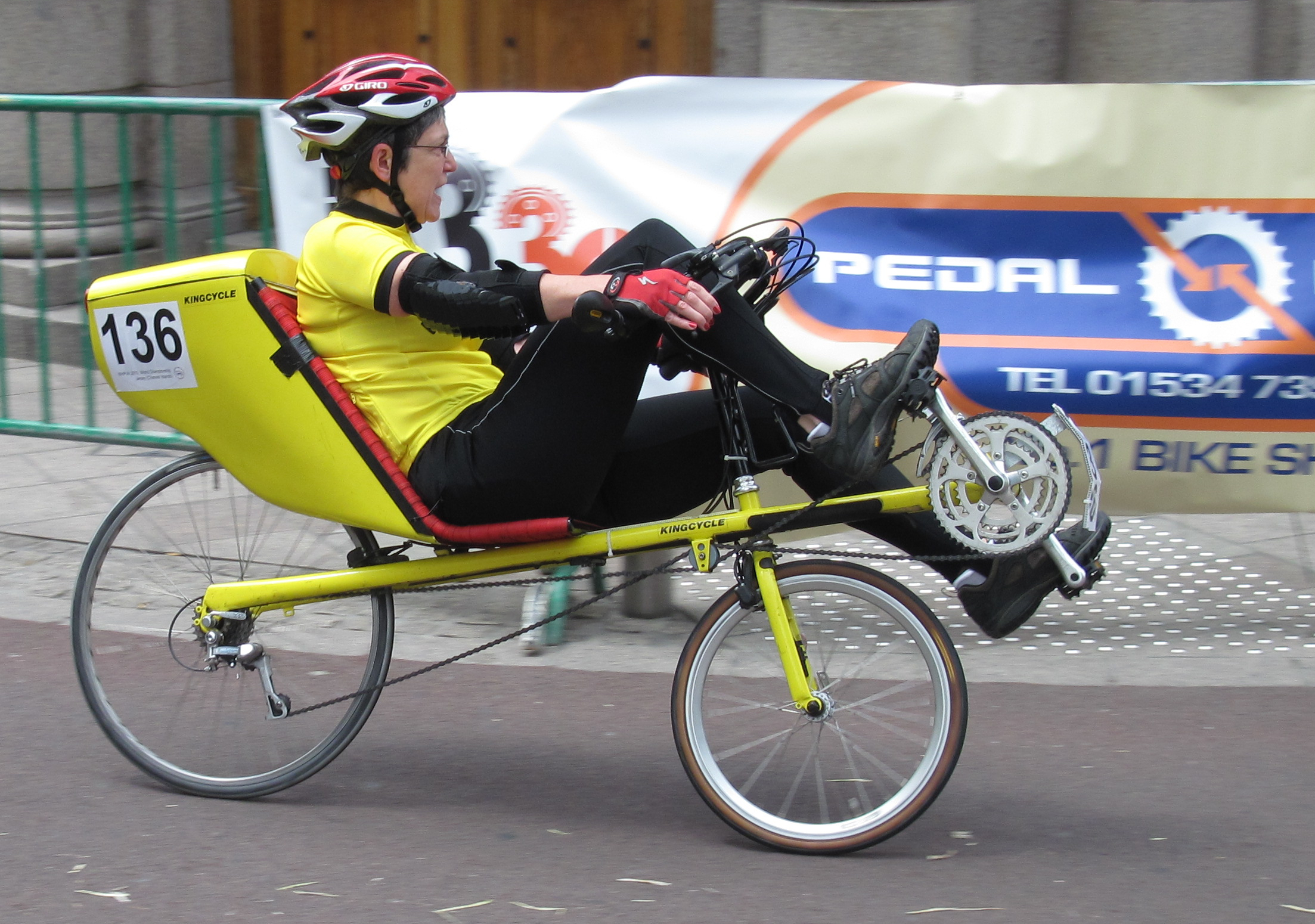
Упрощенный хвостовой или задний обтекатель, на велосипедe без переднего обтекателя.

Согласно исследованиям, 80 % энергии на скорости 30 км/ч велосипедист тратит на преодоление воздушного сопротивления. Чем больше скорость, тем больше величина воздушного сопротивления, которое растёт в геометрической прогрессии. Обтекатель веломобиля способствует снижению сопротивления воздуха, что помогает развивать, в зависимости от условий движения, на 10—60 % большую скорость, чем на велосипеде.
Эмпирические результаты показывают, что обтекаемый хвостовой обтекатель может увеличить скорость на велосипеде с низкой и короткой колесной базой примерно на 5-10 %, но это не было официально подтверждено. Конструкция обтекателя важна: длинный герметичный обтекатель лучше всего компенсирует добавленный вес; для езды по обычной дороге хвостовой обтекатель вполне может и не компенсировать лишний вес. Самые экзотические машины имеют легкие обтекатели всего корпуса, проверенные в аэродинамических продувных устройствах, но они непрактичны для уличного использования. Для практического использования, водителей многих из этих велосипедов приходится пристегивать скотчем, а помощники запускают велосипед снаружи.

## Сравнительные характеристики
Современные веломобили как правило, имеют трёхколёсную компоновку («головастик» или «дельта») и рамную конструкцию. В качестве материала рамы чаще всего используется сталь, алюминий или карбон. Кузов обтекаемой формы изготавливают из стеклопластика, карбона, кевлара или авиационной фанеры.
|                                                                      | Шоссейный велосипед | Веломобиль «Alleweder A4» | Веломобиль «Orca» | Веломобиль «Mango+» | Веломобиль «Quest» |
| -------------------------------------------------------------------- | ------------------- | ------------------------- | ----------------- | ------------------- | ------------------ |
| Внешний вид                                                          |                     |                           |                   |                     |                    |
| Площадь фронтального сечения (включая велосипедиста), м²             | 0,40                | н/д                       | 0,17              | 0,12                | 0,09               |
| Коэффициент лобового (аэродинамического) сопротивления х мидель, CdA | 5,4                 | н/д                       | 1,9               | 1,3                 | 1,0                |
| Вес, кг                                                              | <10                 | 34                        | 39                | 32                  | 34                 |
| Скорость при мощности 150 Ватт                                       | 25                  | 28                        | 31                | 33                  | 39                 |
| Скорость при мощности 250 Ватт                                       | 32                  | 38                        | 41                | 45                  | 50                 |
| Требуемая мощность для скорости 50 км/ч, Ватт                        | 600                 | 410                       | 395               | 315                 | 250                |
| Цена, евро                                                           | ~1 000              | 3 540                     | 7 650             | 5 490               | 5 950              |